# Prasinocyma oblita
Prasinocyma oblita är en fjärilsart som beskrevs av Louis Beethoven Prout 1930. Prasinocyma oblita ingår i släktet Prasinocyma och familjen mätare. Inga underarter finns listade i Catalogue of Life.